# Napomyza nugax
Napomyza nugax este o specie de muște din genul Napomyza, familia Agromyzidae, descrisă de Spencer în anul 1969. Conform Catalogue of Life specia Napomyza nugax nu are subspecii cunoscute.